# Янешево
 Тази статия е за селото в Гърция.  За селото в Северна Македония вижте Яношево.  
Янешево или Енешево (известно и с турската форма на името си Янеш, Янес, на гръцки: Μεταλλικό, Металико, катаревуса: Μεταλικόν, Металикон, до 1926 година Γιάννες, Янес) е село в Егейска Македония, Гърция, дем Кукуш, област Централна Македония с 371 жители (2001). На хълм северно от селото е разположена църквата „Свети Георги“.

## География
Селото е разположено на 5 километра северозападно от град Кукуш (Килкис).

## История

### Праистория и античност
Край Янешево са локализирани пет големи археологически обекта. Янешево I (Α) е античният крестонски град Брагилос на хълма Буюк тепе на 1 km южно югоизточно от селото. В подножието на хълма е разкрито праисторическото селище Янешево II (Β) с останки от стени и повърхностна керамика. Янешево III и IV (Γ и Δ) са две съседни селища на хълм западно от селото. На 50 m на север от хълма има извор. Открити са повърхностна праисторическа керамика, следи от укрепления и къщи с каменно-глинена зидария от историческо време. Янешево V (Ε) е разположено край Хаджи Юнус (Ставрохори) и представлява праисторическо селище с трапецовидна форма. Открита е повърхностна керамика от бронзовата епоха. В 1996 година археологическите обекти са обявени за защитени паметници.

### В Османската империя
В съдебен процес от 1724 година, в който се разглежда оплакване на жителите на Авретхисарска каза срещу злоупотреби от страна на аяни при събирането на данъци, село Янеш е представлявано от Серко, син на Пано и Манчо, син на Киряко.
В „Етнография на вилаетите Адрианопол, Монастир и Салоника“, издадена в Константинопол в 1878 година и отразяваща статистиката на населението от 1873 година, Янешево (Janechevo) е посочено като селище в каза Аврет Хисар (Кукуш) със 100 домакинства, като жителите му са 484 българи.
Според Васил Кънчов („Македония. Етнография и статистика“) в 1900 година Янешево има 320 жители българи християни. След Илинденското въстание в 1904 година цялото село минава под върховенството на Българската екзархия. По данни на секретаря на Екзархията Димитър Мишев („La Macédoine et sa Population Chrétienne“) в 1905 година в Енешово (Enechovo) има 320 българи екзархисти и в селото работи българско училище.
При избухването на Балканската война в 1912 година 9 души от Янешево са доброволци в Македоно-одринското опълчение.

### В Гърция
Селото остава в Гърция след Междусъюзническата война. Българското население на Янешево е прогонено в България, а на негово място са заселени гърци бежанци. В 1928 година Янешево е чисто бежанско селище със 145 бежански семейства и 407 жители бежанци.

## Личности
Родени в Янешево
- Вано Георгиев (1879 – ?), македоно-одрински опълченец, четата на Иван Ташев и Рума Делчева[10]
- Гоце Христов (1884 – ?), македоно-одрински опълченец, Кукушка чета, 3 рота на 13 кукушка дружина[11]
- Иван Манолов (1863 – ?), македоно-одрински опълченец, 4 рота на 5 одринска дружина, ранен[12]
- Илия Паунов (1890 – ?), македоно-одрински опълченец, 4 рота на 5 одринска дружин[13]
- Кирил Георгиев (1890 – ?), македоно-одрински опълченец, 3 рота на 3 солунска дружина[14]
- Мицо Енешки, деец на ВМОРО, четник на Кръстьо Асенов в 1903 година,[15]
- Неделко Попнеделков (1882 – 1960), български революционер и югославски общественик
- Петруш Димитров (1883 – ?), македоно-одрински опълченец, 4 рота на 5 одринска дружина[16]
- Петър Динев (Петруш Динов, 1886 – ?), македоно-одрински опълченец, Кукушка чета, 1 рота на 13 кукушка дружина[17]
- Тодор М. Ангелов, македоно-одрински опълченец, 28-годишен, овчар, ІV отделение, 3 рота на 13 кукушка дружина[18]
- Тодор Манолов (1890 – ?), македоно-одрински опълченец, четата на Георги Мончев[19]